# 賈復
賈 復（か ふく、? - 55年）は、後漢の武将。字は君文（くんぶん）。南陽郡冠軍県（河南省鄧州市）の人（『後漢書』列伝7・本伝）。光武帝の功臣であり、「雲台二十八将」の第3位に序せられる（『後漢書』列伝12）。

## 略歴
| 姓名           | 賈復 |
| 時代           | 新代 - 後漢時代 |
| 生没年         | 生年不詳 - 55年（建武31年） |
| 字・別号       | 君文（字） |
| 本貫・出身地等 | 荊州南陽郡冠軍県 |
| 職官           | 県掾〔新〕→校尉〔更始〕 →破虜将軍・督盗賊〔劉秀〕→偏将軍〔劉秀〕 →都護将軍〔劉秀〕→執金吾〔後漢〕 →左将軍〔後漢〕→特進〔後漢〕 |
| 爵位・号等     | 冠軍侯〔後漢〕→膠東侯〔後漢〕 →膠東剛侯〔没後〕                                                                                |
| 陣営・所属等   | 王莽→〔独立勢力〕→更始帝→光武帝                                                                                                |
| 家族・一族     | 子：賈忠 |

王莽政権の末、県の掾となる。下江・新市軍の蜂起に際し、自身も数百人の衆と自立し将軍を称した。
更始元年（23年）、更始帝が即位すると、宗族の漢中王劉嘉のもとで校尉となったが、まもなく劉嘉の紹介で河北を攻略中の劉秀に仕え、破虜将軍・督盗賊となった。
更始2年（24年）、劉秀が信都郡に至ると、賈復を偏将軍とした。王郎の本拠の邯鄲を破ると、都護将軍に移った。また、青犢・五校など河北の農民反乱集団掃討に功あった。
建武元年（25年）、劉秀の即位とともに執金吾を拝命し、冠軍侯に封ぜられた。洛陽の劉玄軍攻略に参加し、守将の陳僑を降した。
建武2年（26年）、穣・朝陽の二県を加封される。陰識・劉植とともに旧更始帝配下の郾王尹尊・淮陽太守暴汜を降す。また、劉秀の部将の鄧奉が呉漢の南陽略奪に怒って造反し、南陽に盤拠したため、岑彭らとともにこれを討つが数月を経ても勝てず、賈復自身も重傷を負った。
建武3年（27年）、左将軍に移り、河南の新城・黽池に拠る赤眉軍を撃ち、宜陽で光武帝と合流して赤眉を降した。
建武13年（37年）、膠東侯に封じられ、食邑六県。右将軍鄧禹とともに左将軍を辞任した。また、特進の位を加えられた。
建武31年（55年）、逝去し、剛侯と諡された。

## 人柄・逸話

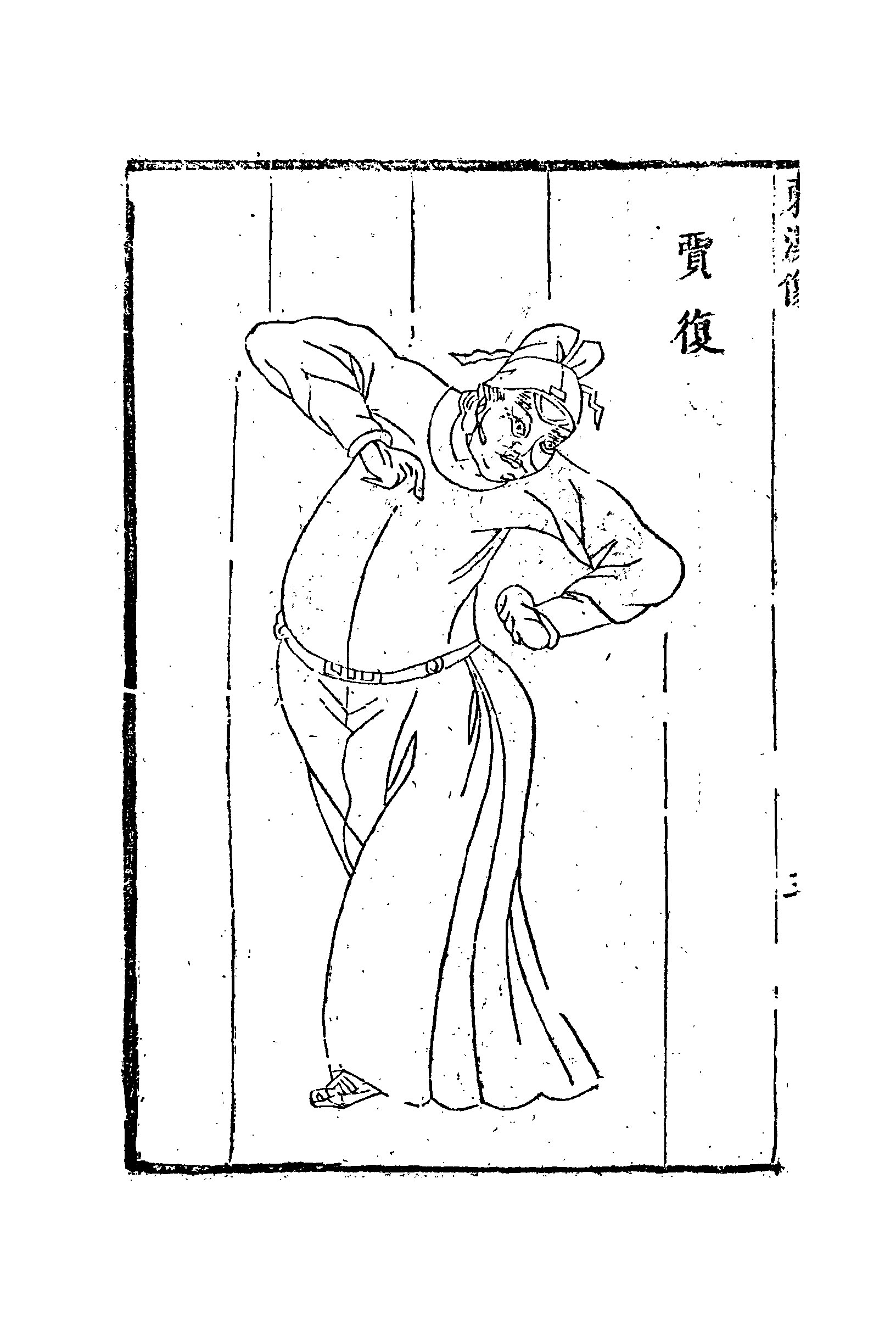
賈復

- 若くして学問を好み『尚書』を習う。当時の師をして「容貌・志ともに見所があり、しかも学問に勤める。将軍・宰相の器である」と言わしめた。県掾の頃、河東から塩を運搬する帰途で盗賊に遭ったが、十数人の同僚のうち独り塩を守り、県での信頼を得た。
- 劉秀は賈復が加入してきた当時これを非凡と見、かつ鄧禹も将才ありとした。劉秀は賈復に自身の馬を授けた。賈復は同輩と見れば挫く悪癖があり、為に同僚は地方官に配転して追い払おうとしたが、劉秀は「賈復には敵を千里のかなたに追い散らす威厳がある」として許さなかった。
- 賈復は一度も敗れたことがなく、闘ってはしばしば負傷した。河北の五校掃討で重傷を負って戦線を離れ、劉秀が「わが名将を失えり、その妻孕めると聞く。女を生まんや、我が子これを娶らん。男を生まんや、我が娘これに嫁がん。それをして妻子を憂えしめざるなり」と嘆いたこともある(成語 指腹為婚)[2]。敵陣に深入りして危険を冒すため、劉秀はその勇気を壮とする一方、遠征の任務を与えなかった。また、劉秀が身近で賈復の戦いを見るためか賈復は論功において発言せず、劉秀は「賈君の功、我自らこれを知る」と言った。
- 天下を平定した後、光武帝が文治を重視し、かつ功臣たちの軍を都に駐留させるのを望まないことを知り、鄧禹とともに兵士の削減・儒教による教化に務めた。また、朱祜らが宰相の適任者として賈復を薦めたものの、光武帝が三公の負う国家経営の重責を功臣に負わせない方針を採ったため、賈復は宰相としては用いられなかったが、特進として朝会に臨み、鄧禹・李通とともに国政を諮問された。
- 「人となり剛毅でまっすぐであり、節義に富む」と評された。

## 関連記事
- 新末後漢初